# Bugula dentata
Bugula dentata är en mossdjursart som först beskrevs av Jean Vincent Félix Lamouroux 1816.  Bugula dentata ingår i släktet Bugula och familjen Bugulidae. Utöver nominatformen finns också underarten B. d. africana.